# До мене, Мухтаре!
«До мене, Мухтаре!» — радянський художній фільм, створений на кіностудії «Мосфільм» в 1964 році. Про взаємну відданість лейтенанта міліції і вівчарки на прізвисько Мухтар. Самовідданий пес, який готовий життям заплатити за любов, виручає лейтенанта Глазичева в найнебезпечніших ситуаціях, які мало не щодня готує їм нелегка служба.

## Сюжет
Господиня залишила Мухтара в вагоні поїзда. Молодший лейтенант міліції Глазичев, викликаний на станцію, звільняє пса з вагона, доставляючи «затриманого» в розплідник УВС. Господиню знайшли, але вона відмовляється від пса і продає його міліції за 100 рублів. Мухтар закріплений за лейтенантом Глазичевим, який починає «перетворювати» домашнього пса в службового. Поступово Мухтар звикає до свого провідника Глазичева і хоч з проблемами, але закінчує навчання. Починається служба, в якій пес з провідником переважно займаються побутовими справами. Злочини, що розкриваються з застосуванням службового пса Мухтара, хоч і малі, але в великих кількостях; в результаті сума розкрадань, «повернених» Мухтаром, перевищує 3 мільйони радянських рублів (дореформених). Коли колишня господиня з чоловіком-адміралом прийшли в міліцейський розплідник провідати пса, той кинувся на неї — в ньому був вироблений умовний рефлекс — «називати його на ім'я має право тільки провідник». Взимку Мухтар з Глазичевим йде по сліду рецидивіста Фролова, який убив колгоспного сторожа, а сліди бандита замітає сильна заметіль. І ось під час затримання озброєного пістолетом рецидивіста в Мухтара потрапили дві кулі, але пес з останніх сил вчепився в горло злочинця. Після важкого поранення Мухтар не може нести службу, і, незважаючи на всі зусилля провідника, пса вибраковують. Лейтенант міліції Глазичев ходить по інстанціях і, урешті-решт зустрівши комісара міліції, який керував затриманням рецидивіста Фролова і пам'ятав внесок Мухтара в операцію, нарешті отримує офіційний дозвіл залишити Мухтара за заслуги при розпліднику на казенному утриманні.

## У ролях
- Юрій Нікулін —  молодший лейтенант Микола Глазичев
- Володимир Ємельянов —  майор Сергій Прокопович, начальник розплідника
- Леонід Кміт —  Степан Павлович Дуговець
- Юрій Бєлов —  Ларіонов
- Алла Ларіонова —  Маша Колесова, колишня господиня Мухтара
- Федір Нікітін —  ветеринарний лікар Трохим Гнатович Зирянов
- Микола Крючков —  комісар міліції
- Сергій Голованов —  адмірал Сергій Колесов
- Лев Дуров —  рецидивіст «Риба»
- Іван Рижов —  капітан міліції Рижов
- Ія Маркс —  бабка Феді
- Катерина Савінова —  Вірочка
- Тамара Логінова —  дружина Глазичева
- Юрій Медведєв —  двірник Федя
- Володимир Гуляєв —  капітан міліції
- Вадим Захарченко —  слідчий
- Лідія Савченко —  Галинка
- Валентин Брилєєв —  оперативник
- Тамара Яренко —  лікар

## Знімальна група
- Автор сценарію —  Ізраїль Меттер
- Режисер —  Семен Туманов
- Оператор —  Олександр Харитонов
- Художник —  Георгій Колганов
- Композитор —  Володимир Рубін
- Диригент —  Газіз Дугашев
- Дрессировщики — Михайло Длигач, Володимир Круковер
- Консультант — Сергій Подушкін
- Звукооператор — Ігор Майоров
- Помічник звукооператора —  Олег Шкловський
- Художник по костюмах — Людмила Мочаліна
- Грим — Л. Назарова
- Монтаж — Валентина Кулагіна
- Редактор — Л. Циціна
- Директор картини —  Макс Гершенгорін